# Sotará (vulkaan)
De Sotará, ook bekend als Cerro Azafatudo, is een stratovulkaan gelegen in de gemeente Sotará, in het departement Cauca in het zuiden van Colombia. De berg, die 's winters dikwijls met sneeuw bedekt is, ligt ongeveer 25 kilometer ten zuidoosten van de stad Popayán en ten zuidwesten van de vulkaan Puracé. De hoogte is 4.580 meter boven zeeniveau en de vulkaan bestaat uit drie caldera's, van 4,5, 2,5 en 1 kilometer doorsnede, wat de top een onregelmatige vorm geeft. Hoewel er in de menselijke geschiedenis geen uitbarstingen bekend zijn, kent de vulkaan wel veel fumaroles en thermische activiteit. In juni 2012 waren er tekenen van aanstaande uitbarstingen in de vorm van aardbevingen.